# António Tilman Cepeda
António Tilman Cepeda (* 12. Oktober 1965) ist ein Politiker aus Osttimor. Er ist Mitglied der FRETILIN.
Cepeda wurde bei den Wahlen 2001 auf Platz 17 der FRETILIN-Liste in die Verfassunggebende Versammlung gewählt, aus der mit der Entlassung in die Unabhängigkeit am 20. Mai 2002 das Nationalparlament Osttimors wurde. In der Versammlung wurde Cepeda zum Sekretär des parlamentarischen Präsidiums gewählt, am 25. Juni 2002 wurde er aber in diesem Posten von Francisco Carlos Soares abgelöst. Am 13. Oktober 2005 wurde Cepeda zum Vorsitzenden der Kommission C im Parlament gewählt.
Bei den Parlamentswahlen in Osttimor 2007 trat Cepeda nicht mehr als Kandidat an.
2015 war Cepeda Präsident der Handelskammer (CCI) in Manufahi.
Cepeda ist Präsident des Kablaki FC aus Same.